# Teorema de PAQ reducció
El teorema de PAQ reducció afirma que donada una matriu A de m files i n columnes hi ha dues matrius quadrades P de mida m i Q de mida n tals que PAQ (producte de P, A i Q) és una matriu que depèn de la dependència o independència lineal de les files i columnes d'A.
El teorema garanteix l'existència de las matrius P i Q, i dit altrament, la matriu producte de PAQ és una matriu que està formada per la matriu identitat continuada per zeros a l'esquerra i sota. La mida de la matriu identitat de sol anomenar r i depèn d'A, de la dependència de les files i columnes, és a dir, que el rang d'A és r.

## Càlcul de P i Q
Per fer el càlcul de P i Q cal seguir el següent:
Es col·loca A al costat de la matriu identitat a la dreta, i es fan canvis per files fins que quedi reduïda per files. La matriu resultant (que inicialment era la identitat) és la matriu P.
Amb la matriu reduïda per files, es col·loca la matriu identitat a sota, i es fan canvis aquesta vegada per columnes. En aquest pas hauria de quedar la matriu escalonada reduïda. La matriu resultant dhaver fet aquests canvis (inicialment la identitat) és Q.
P i Q no són úniques.
Un mètode per veure'l és pensar que si tenim {\displaystyle PAQ}, podem multiplicar {\displaystyle P^{-1}PAQQ^{-1}} i tenim {\displaystyle A=P^{-1}I_{r}Q^{-1}}.